# Klang
Klang (tiếng Trung: 巴生, tên cũ là Kelang) là thành phố thủ phủ của bang Selangor, Malaysia. Klang nằm trong quận Klang ở thung lũng Klang. Klang cách 32 km về phía tây Kuala Lumpur và 6 km về phía đông cảng Klang. Cảng Klang là cảng trung chuyển bận rộn thứ 13 và cảng container bận rộn thứ 16 thế giới. Thành phố Klang có diện tích 573 ki lô mét vuông, dân số thời điểm năm 2010 là 1.113.851 người.
Đây là thành phố đông dân thứ 3 Malaysia theo dân số.